# Karl-Erik Stark
Karl Erik Bertil Stark, född 24 december 1925 i Marbäck, Jönköpings län, död 10 augusti 1987 i Johanneshov, Stockholm, var en svensk skådespelare.

## Filmografi
- 1954 – Två sköna juveler
- 1955 – Luffaren och Rasmus
- 1955 – Hoppsan!
- 1955 – Farligt löfte
- 1955 – Blockerat spår
- 1956 – Flickan i frack
- 1956 – Kulla-Gulla
- 1956 – Moln över Hellesta
- 1956 – Sceningång
- 1956 – Swing it, fröken
- 1957 – Vägen genom Skå
- 1957 – Mamma tar semester
- 1957 – Enslingen Johannes

### Fotnoter
1. ↑  ”Karl-Erik Stark”. Svensk Filmdatabas. http://www.sfi.se/sv/svensk-filmdatabas/Item/?type=PERSON&itemid=64765&iv=OVERVIEW. Läst 18 augusti 2012.